# Jurzyków

Jednostki strukturalne Wisły

Jurzyków – jednostka strukturalna miasta Wisła w województwie śląskim. Stanowi najbardziej na południe i zachód wysuniętą część osiedla (jednostki pomocniczej gminy Wisła) Centrum (nr 4). Obejmuje górną część doliny potoku Dziechcinka w Beskidzie Śląskim.
Od zachodu dzielnicę tę ogranicza fragment głównego grzbietu Pasma Stożka i Czantorii na odcinku od wzniesienia Mały Stożek na południu przez Cieślar po Soszów Wielki na północy, którym biegnie granica państwowa polsko-czeska. Od południowego wschodu granicę wyznacza grzbiet ramienia Kobylej, natomiast od północy rozgałęzione ramię Skalnitego. Od północnego wschodu graniczy z jednostką Dziechcinka.
Nazwa dzielnicy jest nazwą odosobową, pochodzącą od nazwiska Jurzyk - zapewne pochodnego od imienia Jura, Jurek (Jerzy). W formie Jurziken pojawia się w zapisach po raz pierwszy w 1819 r., w formie Jurzikow (Jurzikow Bach) w 1836 r., Jurzyków w roku 1879.
Większość zabudowy dzielnicy skupia się w samej dolinie potoku, w miejscu jej wyraźnego rozszerzenia u zbiegu Dziechcinki i jej lewobrzeżnego dopływu spod Cieślara (ok. 530–540 m n.p.m.), gdzie też znajduje się końcowy przystanek komunikacji autobusowej, łączącej Jurzyków z centrum miasta. Pozostała zabudowa w postaci niewielkich skupisk domów rozrzucona jest po okolicznych stokach, dochodząc aż pod szczyt Cieślara.
Doliną Dziechcinki przez Jurzyków biegnie żółto  znakowany szlak turystyczny z przystanku kolejowego Wisła Dziechcinka na Mały Stożek.